# Jezioro Janowskie (województwo warmińsko-mazurskie)
Jezioro Janowskie – jezioro w Polsce w województwie warmińsko-mazurskim, w powiecie mrągowskim, w gminie Sorkwity.

## Położenie
Jezioro leży na Pojezierzu Mazurskim, w mezoregionie Pojezierza Mrągowskiego. Nad brzegami jeziora położone są miejscowości: Janowo, na zachodzie i Nowe Bagienice, na północy. W północnej części zbiornika wodnego położona jest jedna wyspa.
Jezioro jest wykorzystywane gospodarczo przez Gospodarstwo Rybackie Mrągowo. Leży na terenie obwodu rybackiego Jeziora Gielądzkie w zlewni rzeki Pisa – nr 35.

## Morfometria
Według danych Instytutu Rybactwa Śródlądowego powierzchnia zwierciadła wody jeziora wynosi 18,7 ha. Średnia głębokość zbiornika wodnego to 1,4 m, a maksymalna to 3,5 m. Lustro wody znajduje się na wysokości 164,1 m n.p.m. Objętość jeziora wynosi 269,5 tys. m³.
Inne dane uzyskano natomiast poprzez planimetrię jeziora na mapach w skali 1:50 000 według Państwowego Układu Współrzędnych 1965, zgodnie z poziomem odniesienia Kronsztadt. Otrzymana w ten sposób powierzchnia zbiornika wodnego to 13,5 ha.